# 竹林隆二
竹林 隆二（たけばやし たかじ、1909年（明治42年）8月8日 - 1995年（平成7年））は、昭和時代の競泳選手。水球選手。

## 経歴
中泉農学校卒業、静岡県浜名郡豊西村貴平（笠井町を経て現浜松市中央区貴平町）出身。早稲田大学在学中、1928年アムステルダムオリンピックに競泳日本代表として男子1500m自由形に出場したが準決勝棄権に終わった。さらに、1932年ロサンゼルスオリンピックでは水球に出場し4位に入賞した。
大学卒業後、中泉農学校の教諭となり、水泳部の強化に尽力した。